# Ямская (приток Урала)
Ямская — река в России, протекает по Челябинской области, Республике Башкортостан. Устье реки находится в 2264 км по правому берегу реки Урал. Длина реки составляет 20 км.

## Данные водного реестра
По данным государственного водного реестра России относится к Уральскому бассейновому округу, водохозяйственный участок реки — Урал от истока до Верхнеуральского гидроузла, речной подбассейн реки — подбассейн отсутствует. Речной бассейн реки — Урал (российская часть бассейна).
Код объекта в государственном водном реестре — 12010000112112200001597.